# Мельдорф
Мельдорф (нем. Meldorf) — город в Германии, в земле Шлезвиг-Гольштейн. 
Входит в состав района Дитмаршен.  Население составляет 7416 человек (на 31 декабря 2010 года). Занимает площадь 21,25 км². Официальный код  —  01 0 51 074.

## Фотографии

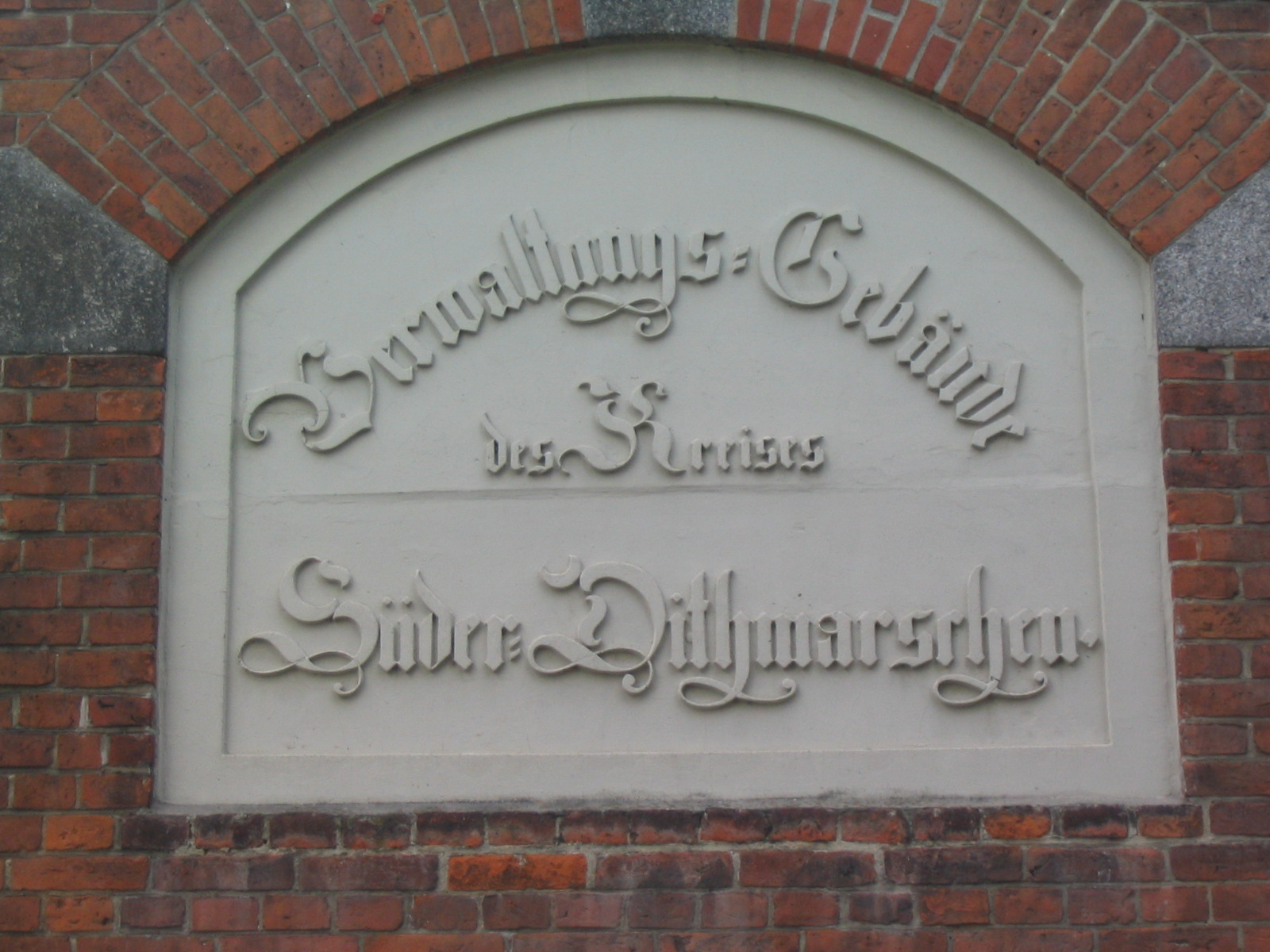
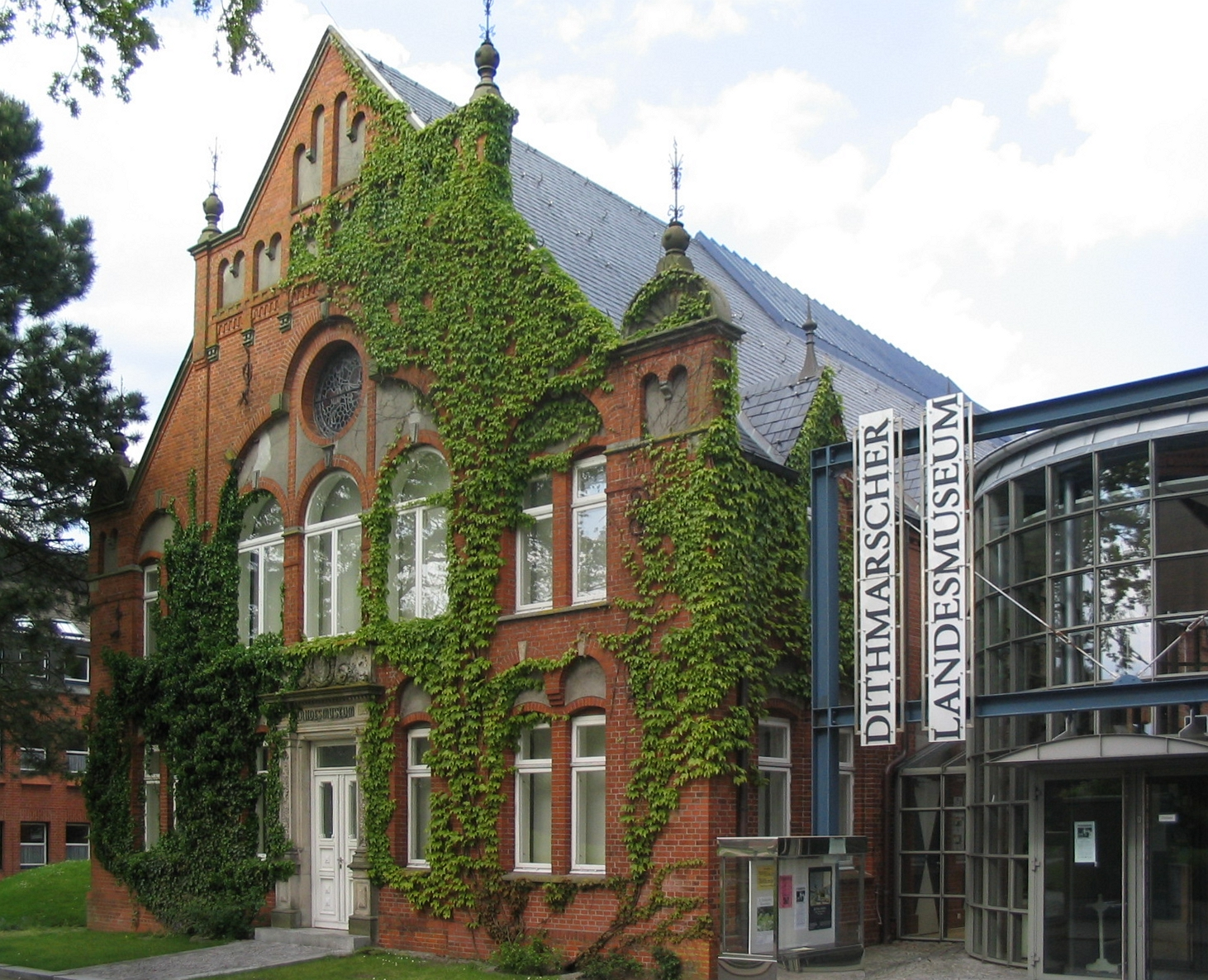
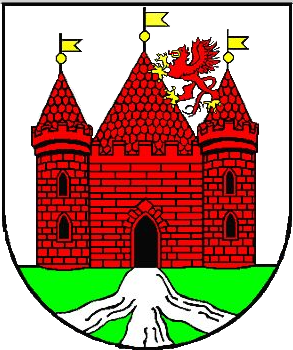